# Збоншинек (гмина)
Збоншинек (пол. Zbąszynek) — гмина (волость) в Польше, входит как административная единица в Свебодзинский повет, Любушское воеводство. Население — 8539 человек (на 2004 год).

## Сельские округа
1. Хлястава
2. Домбрувка-Велькопольска
3. Косечин
4. Кренцко
5. Рогозинец
6. Страдзево

## Соседние гмины
1. Гмина Бабимост
2. Гмина Щанец
3. Гмина Тшцель
4. Гмина Збоншинь